# Колниза
Колниза (порт. Colniza) — муниципалитет в Бразилии, входит в штат Мату-Гросу. Составная часть мезорегиона Север штата Мату-Гроссу. Входит в экономико-статистический микрорегион Арипуанан. Население составляет 27 882 человека на 2007 год. Занимает площадь 27 947,646 км². Плотность населения — 0,5 чел./км².
Праздник города — 26 ноября.

## История
Город основан 26 ноября 1998 года. 

## Статистика
- Валовой внутренний продукт на 2003 год составляет 46 786 685,00 реалов (данные: Бразильский институт географии и статистики).
- Валовой внутренний продукт на душу населения на 2003 год составляет 3778,30 реалов (данные: Бразильский институт географии и статистики).

## География
Климат местности: тропический.